# Haus Steiner

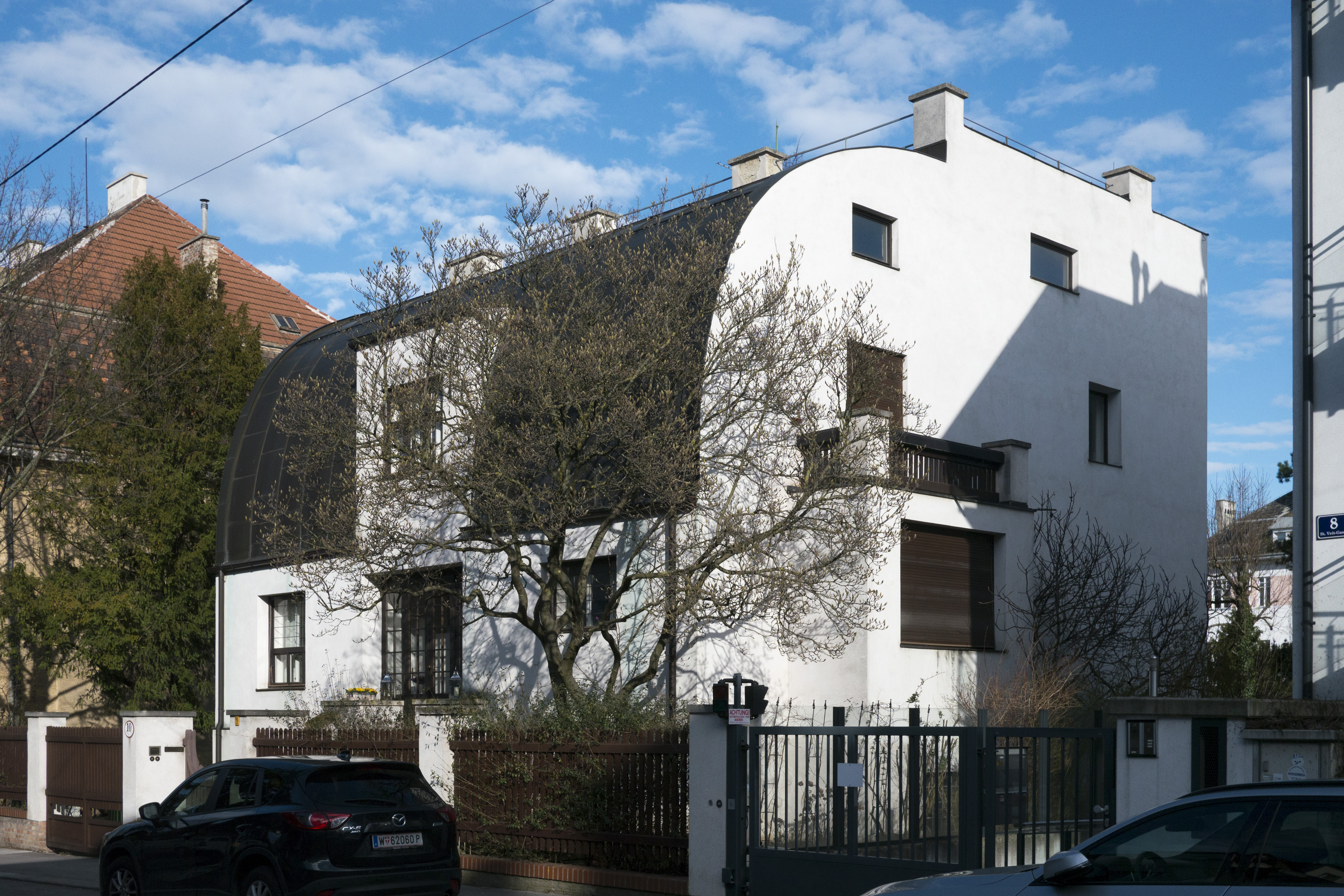
Haus Steiner

Das Haus Steiner ist eine 1910 nach Plänen von Adolf Loos für Hugo und Lilly Steiner errichtete Villa in Wien, 13. Bezirk, Bezirksteil Unter-St.-Veit, St.-Veit-Gasse 10.
Das Haus gehört nach Achleitner zu den Schlüsselbauten der Moderne. Es befindet sich auf einem nach Osten geneigten Hang und weist gartenseitig vier Geschoße auf.
Lilly Steiner (geb. Hofmann, Wien 1884–1961 Paris) war Malerin und Grafikerin, heiratete Hugo Steiner 1904  und übersiedelte 1927 mit ihrem Mann, der im Wiener Adressbuch als Fabrikant aufschien, nach Paris.
Das Haus wurde 1933 bis 1938 vom Architekten Arnold Karplus und seiner Familie, darunter seine Tochter Ruth Rogers-Altmann, bewohnt. Familie Karplus emigrierte 1938/1939 großteils nach New York.
1994 wurde das Haus Steiner straßenseitig rekonstruiert.